# بز کوهی

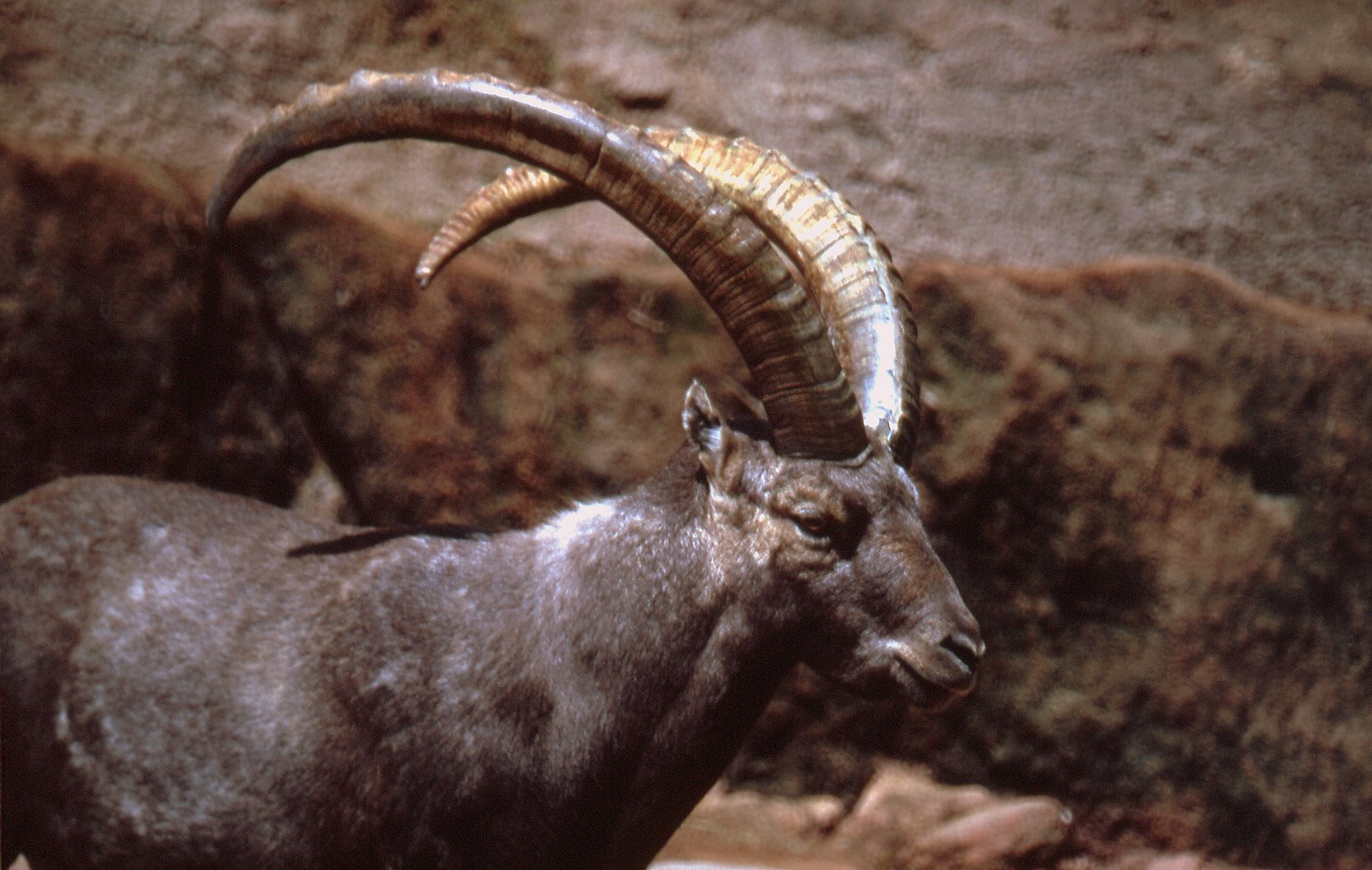
بز کوهی نر آلپ

بزکوهی (به انگلیسی: Ibex) به هر یک از چندین گونه بز کوهی (سردهٔ Capra) گفته می‌شود که با شاخ‌های خمیده بزرگ نر، که به صورت عرضی در جلو قرار دارند، مشخص می‌شود. بز در اوراسیا، شمال آفریقا و شرق آفریقا یافت می‌شود. نام Ibex از واژۀ لاتین گرفته شده‌است که از ایبریایی یا آکیتانی وام گرفته شده‌است، شبیه به واژهٔ قدیمی اسپانیایی bezerro به معنای «گاو نر» و در اسپانیایی مدرن به شکل becerro به معنی «سالانه» است. بلندی آن از ۲۷ تا ۴۳ اینچ (۰٫۶۹ تا ۱٫۰۹ متر) و با وزن ۲۰۰ تا ۲۷۰ پوند (۹۱ تا ۱۲۲ کیلوگرم)، بز می‌تواند ۲۰ سال عمر کند. دو نوع بز نزدیک به این گروه از جانوران که در طبیعت یافت می‌شوند معمولاً بز نامیده نمی‌شوند: مارخور و بز اهلی.